# Rollfix-Eilwagen
Die Rollfix-Eilwagen GmbH war ein Hersteller von Kraftfahrzeugen aus Hamburg-Wandsbek. In einer Anzeige ist die Adresse Stubbenhuk 10 angegeben.

## Beschreibung
Das Unternehmen wurde 1923 oder eher gegründet. Andere Quellen geben 1926 als Gründungsjahr an. 1923 begann die Produktion und Vermarktung von Dreiradwagen der Marke Rollfix. Der Schwerpunkt lag auf Nutzfahrzeugen. Daneben entstanden einige Personenkraftwagen. 1926 waren Theodor Georg Alfred Wigger und Annemarie Franziska Helene Pistorius Geschäftsführer.
1933 kam es zu einem Vergleichsverfahren. Nachfolgegesellschaft wurde 1934 die Rollfix-Werke Frederic Schröder KG mit dem Markennamen Motrix.

## Fahrzeuge

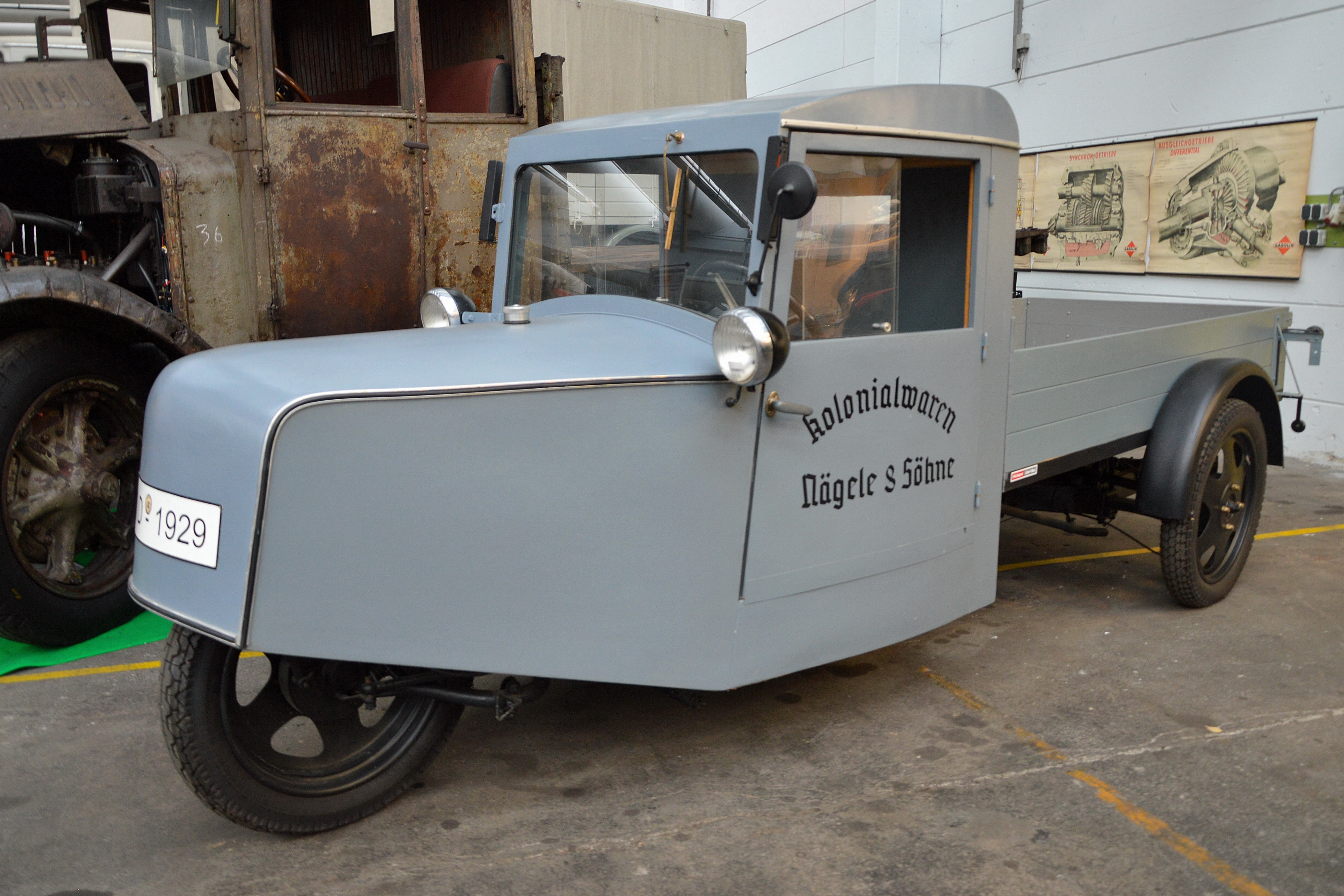
Rollfix Hamburg, 5-PS-Zweitaktmotor

Die ersten Fahrzeuge hatten das einzelne Rad hinten. Zwischen den beiden Vorderrädern befand sich eine offene Pritsche für Ladung. Alternativ war auch ein Kasten erhältlich. Ein Rohrrahmen bildete die Basis. Ein Zweitaktmotor war vor dem Hinterrad montiert und trieb es über eine Kette an. Zunächst kamen die Motoren von DKW und hatten wahlweise 127 cm³ oder 297 cm³ Hubraum. Der Fahrer saß auf einem Sattel über dem Hinterrad. Eine Anzeige zeigt eine Ausführung mit zwei Sätteln hintereinander. Gelenkt wurde mit einer Lenkstange. Der Neupreis lag bei 1000 Reichsmark.
1927 ersetzte ein Lenkrad die bisherige Lenkstange. Die Motoren kamen jetzt von den ILO-Motorenwerken aus Pinneberg. Die Preise stiegen auf 1260 bis 1600 Reichsmark.
1932 oder 1933 kam eine Neukonstruktion auf den Markt. Das einzelne Rad war nun vorne. Das Modell Hamburg war ein Pritschenwagen mit geschlossener Kabine für den Fahrer. Er war für 500 kg Nutzlast ausgelegt. Der ILO-Motor hatte 200 cm³ Hubraum. Auf gleicher Basis gab es auch einen Sattelschlepper, der für 1,5 Tonnen ausgelegt war. Der Neupreis von 2580 Reichsmark wird in einer Quelle als zu hoch bezeichnet, um einen Erfolg am Markt erzielen zu können. Eine andere Quelle gibt an, dass der dreirädrige Sattelschlepper auf der IAMA 1933 präsentiert wurde, einen Frontmotor mit 400 cm³ Hubraum und Frontantrieb hatte, die Nutzlast 1500 kg betrug und der Preis 2580 Rerichsmark.
Ebenfalls auf dieser Basis wurden 1933 zwei Pkw-Modelle angeboten, wobei unklar bleibt, ob sie tatsächlich produziert wurden. Eines wird als hecklastige Limousine mit vier Sitzen und das andere als Kombinationskraftwagen mit Faltverdeck bezeichnet.
Im gleichen Jahr erschien der Rollfix Rekord. Es war ein Zweisitzer mit einzelnem Hinterrad. Das Dach ließ sich öffnen, nicht aber die Rückwand samt Rückfenster. Der Motor war im Heck montiert. Er trieb über ein Dreiganggetriebe mit Rückwärtsgang und eine Kette das Hinterrad an. Genannt werden drei verschiedene Zweitaktmotoren von ILO: ein Einzylindermotor mit 200 cm³ Hubraum und 5,5 PS Leistung, ein weiterer Einzylindermotor mit 300 cm³ Hubraum und 7,5 PS sowie ein Zweizylindermotor mit 400 cm³ Hubraum und 11 PS. Das Fahrzeug war bei 234 cm Radstand und 136 cm Spurweite 323 cm lang. Ein Pkw existiert noch. Eine andere Quelle gibt an, dass 1933 auf der IAMA Dreiräder präsentiert wurden, die Ilo-Motoren mit wahlweise 200 cm³, 300 cm³, 400 cm³ oder 500 cm³ Hubraum hatten.